# Lista de sistemas de gerenciamento de bancos de dados orientados a objeto
| Banco de dados                                          | Linguagem | Licença | Página                                                                                |
| ------------------------------------------------------- | --------- | ------- | ------------------------------------------------------------------------------------- |
| Caché                                                   | ?         | ?       | http://www.intersystems.com/cache                                                     |
| ConceptBase                                             | ?         | ?       | http://conceptbase.sourceforge.net                                                    |
| db4o                                                    | ?         | ?       | ?                                                                                     |
| Eloquera DB for .NET/Mono                               | ?         | ?       | https://web.archive.org/web/20130125005339/http://www.eloquera.com/eloquera-db        |
| Gemstone Database Management System                     | Smalltalk | ?       | https://web.archive.org/web/20121211090728/http://www.gemstone.com/products/gemstone/ |
| Immutable Object Graph                                  | ?         | ?       | http://iog.codeplex.com                                                               |
| LiveObject                                              | ?         | ?       | ?                                                                                     |
| Matisse                                                 | ?         | ?       | http://www.matisse.com                                                                |
| NDatabase for .NET/Mono                                 | ?         | ?       | http://ndatabase.codeplex.com                                                         |
| Ninja Database Pro for .NET/Silverlight/Windows Phone 7 | ?         | ?       | http://www.kellermansoftware.com/p-43-ninja-net-database-pro.aspx                     |
| ODABA                                                   | ?         | ?       | ?                                                                                     |
| ObjectDB                                                | ?         | ?       | ?                                                                                     |
| Objectivity/DB                                          | ?         | ?       | ?                                                                                     |
| ObjectStore                                             | ?         | ?       | ?                                                                                     |
| Perst                                                   | ?         | ?       | ?                                                                                     |
| Picolisp (built into the language)                      | ?         | ?       | ?                                                                                     |
| RavenDB for .NET/Mono                                   | ?         | ?       | http://ravendb.net                                                                    |
| Siaqodb for .NET/Metro/Mono                             | ?         | ?       | http://siaqodb.com                                                                    |
| Mercury Low Level Enterprise Platform                   | ?         | ?       | ?                                                                                     |
| Twig - Google App Engine Object Datastore               | ?         | ?       | ?                                                                                     |
| Versant Object Database                                 | ?         | ?       | ?                                                                                     |
| Zope Object Database                                    | ?         | ?       | ?                                                                                     |